# Athetis kitti
Athetis kitti là một loài bướm đêm trong họ Noctuidae.